# Sophie Løhde

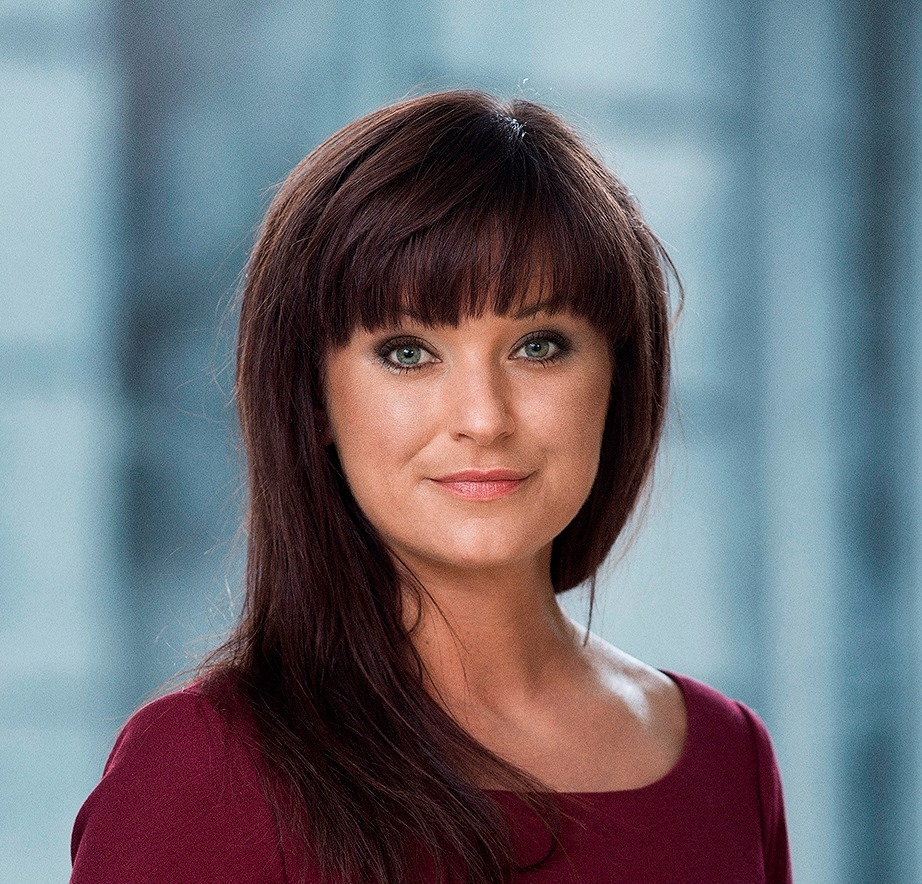
Sophie Løhde (2015)

Sophie Løhde (* 11. September 1983 in Birkerød) ist eine dänische Politikerin der Partei Venstre, Parlamentsabgeordnete im dänischen Parlament Folketing und seit dem 15. Dezember 2022 Ministerin für Inneres und Gesundheit.
Nach ihrem Schulabschluss 2002 in Frederiksborg studierte Sophie Løhde von 2004 bis 2007 Business economics and company communication an der Copenhagen Business School und schloss das Studium mit dem Bachelor of Science ab. Danach arbeitete sie kurzzeitig in einer Unternehmensberatung. Während des Studiums war sie als Beraterin des Abgeordneten Michael Aastrup tätig.
Bereits 2007 zog Løhde als Abgeordnete der Partei Venstre ins Folketing, das dänische Parlament, ein. Von 2011 bis 2015 war sie Sprecherin ihrer Partei für Fragen der Gesundheitspolitik, davor Sprecherin für Erziehung und Prävention sowie für Angelegenheiten der Färöer (2007–2010) und Sprecherin für kommunale Angelegenheiten (2010–2011). Im Kabinett Løkke Rasmussen II war sie von 2015 bis 2016 Ministerin für Gesundheit und Senioren. Von 2016 bis 2019 war sie Ministerin für Öffentliche Innovation im Kabinett Løkke Rasmussen III.